# Белица (община)
Белица (болг. Община Белица) — община в Болгарии. Входит в состав Благоевградской области.
Население общины — 9801 человек (на 15 мая 2008 года). Центр — город Белица.
В общине в 12 км от города Белица, есть знаменитый парк «танцующих медведей».
Кмет (мэр) общины Белица — Ибрахим Али Палев (Движение за права и свободы (ДПС)) по результатам выборов.

## Состав общины
В состав общины входят следующие населённые пункты:
1. Бабяк
2. Белица
3. Горно-Краиште
4. Гылыбово
5. Дагоново
6. Златарица
7. Краиште
8. Кузёво
9. Лютово
10. Орцево
11. Палатик
12. Черешово